# 山田千鶴
山田 千鶴（やまだ ちづる、1981年11月18日 - ）は、2000年代に活動していた日本のタレント、グラビアアイドル。
千葉県出身。活動当時は日本女子体育大学の学生で、クリア・アップに所属していた。

## エピソード
活動期間中、志村けんのコント番組シリーズにレギュラー出演していた。腰元役の1人として出演していたバカ殿様のコントでは黒の下着姿を、アイ〜ン体操のコーナーでは真っ赤なビキニ姿を惜しげもなく披露した。
2002年、ガレッジセールのゴリがブレイクダンスで世界一とされる全韓国大会に出場するため、体操競技のオリンピックメダリストである池谷幸雄、PaniCrewメンバーの植木豪、ヒップホップダンサーの岸田健作、そして新体操経験者でインターハイと国体への出場経験もある山田千鶴率いるダンスクルー「ユンソナ」を結成し、大会で決勝進出を果たしている。この時の監督は、日本人で初めてブレイクダンス世界大会優勝を果たしたThe Spartanic Rockersの宮田健男であった。

## 出演
テレビ番組とラジオ番組については、レギュラーないしは準レギュラーで出演していたもののみを記載。

### テレビドラマ
- HERO 最終話（2001年、フジテレビ） - 新町かなえ 役
- ハート 第1話 - 第10話（2001年、NHK）
- 傷だらけのラブソング 第1話（2001年、関西テレビ） - 松村恵子 役

### テレビ番組
- 変なおじさんTV（フジテレビ）
- エブナイSAT（2001年 - 2002年、フジテレビ） - エブサタガール
- 解決!クスリになるテレビ（2001年、テレビ東京） - アシスタント
- 志村流（2002年 - 2004年、フジテレビ）
- B.C.ビューティー・コロシアム（2003年、フジテレビ） - 準レギュラー
- 志村塾（2004年、フジテレビ）
- 志村通（2004年 - 2005年、フジテレビ） - 志村運送・社員 役
- 小川直也のスカパーDEハッスル!!（2004年、スカイパーフェクTV!）[2]

### ラジオ番組
- ぎゃるっち・おじっち・ないちっち[3]（2002年 - 2003年、RNBラジオ）

### CM
- NTTネオメイト QUOLIA（2002年）

### イベント
- ハッスル1（2004年） - ハッスルガールとして参加

## 掲載

### 雑誌
- UP to boy 2001年8月号（ワニブックス）
- 月刊アサヒ芸能エンタメ！ 2001年9月号・2002年5月号（徳間書店）
- BOMB 2001年10月号（学習研究社）
- B.L.T. 2001年10月号（東京ニュース通信社）
- P-mate 2001年11月号別冊 WINDOWS DELUX（毎日コミュニケーションズ）
- スコラ 2001年11月号（スコラマガジン）
- 月刊Audition 2002年5月号（白夜書房）
- 月刊De-View 2002年6月号（ケイブンシャ）
- カミオン 2002年6月号（芸文社） - 表紙モデル
- ICupid（ディジットブレーン）
- あ〜したいこ〜したい（ワニマガジン社）
- oricon weekly（オリコン）
- 週刊少年サンデー（小学館）
- PCfan（毎日コミュニケーションズ） - 表紙モデル

## 作品

### シングルCD
- 林檎のうさぎ（2002年4月24日、ビクターエンタテインメント、作曲・プロデュース：奥村チヨ）

### 写真集
- ハッスル（2004年8月、ワニマガジン社、ISBN 4-89829-778-1）